# 馬努區
馬努區（西班牙語：Distrito de Manu），是秘魯的一個區，位於該國東南部馬德雷德迪奧斯大區的馬努省，始建於1912年12月26日，面積8,166.65平方公里，海拔高度550米，2005年人口2,500，人口密度每平方公里0.31人。